# Midas Touch (musikgrupp)
Midas Touch var ett thrash-band från Uppsala, verksamt i slutet av 1980-talet. Mest kända för sångaren Patrik Wiréns (Alpha Safari, Misery Loves Co.) medverkan och för att ha turnerat med Helloween.

## Medlemmar
Senaste medlemmar
- Patrik Sporrong – basgitarr (1985–1989)
- Bosse Lundstrom – trummor (1985–1989)
- Patrik Wirén – sång (1987–1989)
- Rickard Sporrong – gitarr (1988–1989)
- Lasse Gustavsson – gitarr (1989)

Tidigare medlemmar
- Thomas Forslund – gitarr (1985–1988)

## Diskografi
Demo
- Ground Zero (1987)

Studioalbum
- Presage of Disaster (1989)